# Шпитьківська сільська рада
| Шпитьківська сільська рада — колишній орган місцевого самоврядування у Києво-Святошинському районі Київської області з адміністративним центром у с. Шпитьки. Водоймища на території, підпорядкованій даній раді: озеро Панське. Сільській раді підпорядковані населені пункти: - с. Шпитьки - с. Горбовичі - с. Лісне - с. Мрія |

## Склад ради
Рада складається з 26 депутатів та голови.

### Керівний склад ради
| ПІБ                     | Основні відомості                                                 | Дата обрання | Дата звільнення |
| ----------------------- | ----------------------------------------------------------------- | ------------ | --------------- |
| Грищенко Надія Іванівна | Сільський голова, 1959 року народження, освіта, позапартійна      | 26.03.2006   | 31.10.2010      |
| Грищенко Надія Іванівна | Сільський голова, 1959 року народження, освіта вища, позапартійна | 31.10.2010   |                 |

Примітка: таблиця складена за даними джерела